# Virus de Lassa
Mammarenavirus lassaense
Espèce
Mammarenavirus lassaense, aussi appelé mammarenavirus de Lassa et historiquement virus de Lassa, est une espèce d'arénavirus du genre Mammarenavirus. C'est l'agent infectieux à l'origine, chez l'humain, de la fièvre de Lassa, fièvre hémorragique virale endémique d'Afrique de l'Ouest où, bien qu'elle ait un taux de létalité moyen de l'ordre de 1 %, elle est à l'origine d'épidémies meurtrières en raison de sa prévalence élevée — 300 000 à 500 000 cas résultant en 5 000 morts chaque année dans la région. Il s'agit d'un virus à ARN monocaténaire de polarité ambisens à génome bisegmenté appartenant à la famille des Arenaviridae, genre Mammarenavirus. Son réservoir naturel est Mastomys natalensis, ou rat africain commun, distribué à travers toute l'Afrique subsaharienne.

## Génome et réplication
Le génome de ce virus enveloppé est formé de deux segments d'ARN qui codent chacun deux protéines, une dans chaque sens, soit un total de quatre protéines. Le grand segment, long de 7 kilobases, code, dans le sens positif, une petite protéine à doigt de zinc Z de 11 kDa qui régule la transcription et la réplication, ; dans le sens négatif, il code l'ARN polymérase ARN-dépendante L de 200 kDa. Le petit segment, long de 3,4 kb, code, dans le sens positif, le précurseur GP de 75 kDa des glycoprotéines de surface, précurseur ensuite clivé par protéolyse en deux glycoprotéines d'enveloppe GP1 et GP2 qui se lient au récepteur alpha-dystroglycane (en) (α-DG) et permettent au virus de pénétrer dans la cellule hôte ; dans le sens négatif, il code la nucléoprotéine NP de 63 kDa.
Le mode de réplication du virus Lassa se déroule par étapes successives qui contribuent à l'immunosuppression. Compte tenu de la nature ambisens du génome de ce virus, sa réplication produit en premier lieu un grand nombre de copies d'un génome viral d'ARN complémentaire utilisé pour exprimer massivement les protéines codées dans le sens négatif, c'est-à-dire la nucléoprotéine NP et l'ARN polymérase ARN-dépendante L. Le génome viral est ensuite transcrit à l'identique du virus original à partir de ce génome complémentaire pour achever la réplication virale, permettant ainsi l'expression massive des protéines codées dans le sens positif, c'est-à-dire la protéine à doigt de zinc Z et le précurseur de la glycoprotéine GP, qui doit encore être clivée en GP1 et GP2. Ces dernières sont ainsi produites en dernier, ce qui retarde d'autant l'identification du virus par le système immunitaire de l'hôte, à l'origine de l'immunosuppression observée dans les cas de fièvre de Lassa.
Le séquençage du génome du virus Lassa a montré l'existence de quatre souches : trois au Nigeria, la quatrième en Guinée, au Liberia et au Sierra Leone ; les souches nigérianes semblent antérieures à la dernière, bien que ce résultant demande confirmation.

## Mode d'infection
Le virus de Lassa pénètre dans la cellule hôte par l'entremise des récepteurs d'α-DG (en). La reconnaissance du récepteur dépend d'une modification particulière d'un ose de l'α-DG par des glycosyltransférases spécifiques. Des variantes spécifiques des gènes codant ces protéines sont particulièrement présentes en Afrique de l'Ouest là où la fièvre de Lassa est endémique. La présence en position 260 d'un résidu d'acide aminé aliphatique sur la glycoprotéine GP1 est indispensable à l'affinité de cette dernière pour l'α-DG. La nature du résidu précédent (en position 259) semble également déterminante, dans la mesure où tous les virus du genre Arenavirus qui présentent une affinité élevée pour l'α-DG ont un résidu ayant une chaîne latérale aromatique — tyrosine ou phénylalanine — à cette position.
Contrairement à la plupart des virus enveloppés, qui utilisent des cavités tapissées de clathrine pour pénétrer leur hôte et se lient à leur récepteur selon un mode dépendant du pH, le virus Lassa emprunte un chemin d'endocytose indépendant de la clathrine, la cavéoline, la dynamine et l'actine. Une fois dans la cellule, les particules virales se retrouvent rapidement dans les endosomes à travers la circulation vésiculaire. La fusion de l'enveloppe virale avec la membrane vésiculaire passe par l'interaction de la glycoprotéine virale GP2 avec la protéine lysosomale LAMP1 (en) sous l'effet du pH acide de l'endosome,. La compréhension des mécanismes sous-jacents aux changements conformationnels induits par la liaison de la glycoprotéine virale à son récepteur ainsi que par la fusion des membranes fait l'objet de recherches en vue d'élaborer un vaccin contre la fièvre de Lassa.
Compte tenu du danger biologique qu'il représente, le virus Lassa ne peut être manipulé que dans un laboratoire P4 ou BSL-4,.